# Robert Annis
Robert „Bob” Joseph Annis (ur. 5 września 1928 w Saint Louis, zm. 31 marca 1995 tamże) – amerykański piłkarz, występujący na pozycji obrońcy. Uczestnik Letnich Igrzysk Olimpijskich w Londynie (1948) oraz Mistrzostw Świata 1950 w Brazylii. Członek amerykańskiej galerii sław National Soccer Hall of Fame.

## Kariera
Annis rozpoczynał karierę piłkarską w amatorskiej drużynie St. Louis Simpkins-Ford gdzie występował w latach 1947–1950, z którą sięgnął dwukrotnie po Puchar Stanów Zjednoczonych w piłce nożnej (National Challenge Cup; 1948, 1950). W 1948 został powołany do kadry narodowej na letnie igrzyska olimpijskie w Londynie, jednakże nie zagrał w żadnym z meczów ponieważ drużyna Stanów Zjednoczonych przegrywając jedyny mecz z reprezentacją Włoch (0:9) odpadła z dalszych rozgrywek w turnieju olimpijskim. Po igrzyskach olimpijskich wystąpił w meczu towarzyskim przeciwko Izraelowi, w którym to Stany zwyciężyły 3:1. W roku 1950 został powołany do kadry na Mistrzostwa Świata 1950, które odbywały się w Brazylii – nie zagrał na żadnym z meczów. Na tych mistrzostwach świata, USA znalazły się w grupie 2 z reprezentacjami Hiszpanii, Chile oraz Anglii – reprezentacja Stanów Zjednoczonych nie wyszła z grupy, zajmując ostatnie miejsce w tabeli.
W 1976 został wprowadzony do amerykańskiej piłkarskiej galerii sław National Soccer Hall of Fame.

### Osiągnięcia
- Zdobywca National Challenge Cup (1948, 1950)